# Batalha de Más a Tierra
Batalha de Más a Tierra foi uma batalha naval da Primeira Guerra Mundial travada em 14 de março de 1915, perto da ilha chilena de Más a Tierra, entre um esquadrão britânico e um cruzador rápido alemão. A batalha viu o último remanescente do esquadrão alemão da Ásia Oriental destruído, quando SMS Dresden foi encurralado e afundado na Baía de Cumberland.